# Schlosslinde Augustusburg
Die Schlosslinde steht in der Schlossanlage des Jagdschlosses Augustusburg oberhalb der gleichnamigen Stadt am Nordrand des Erzgebirges in Sachsen. Die Holländische Linde (Tilia × vulgaris) wurde im Jahre 1421 gepflanzt und zählt damit zu den ältesten Bäumen, deren Pflanzung konkret belegt ist. Sie ist als Naturdenkmal (ND 002) ausgewiesen und hat einen Stammumfang von etwa acht Metern. Das „Deutsche Baumarchiv“ zählt sie zu den „National Bedeutsamen Bäumen (NBB)“, wichtigstes Auswahlkriterium hierfür ist der Stammumfang in einem Meter Höhe. Die heutige Gestalt wurde Jahrhunderte hindurch von Witterungseinflüssen und den Maßnahmen der Menschen geprägt. So wurde die Linde bereits im Jahre 1549 mit einem Holzgerüst gestützt, die Äste zog man wie bei einer Tanzlinde in Form. Früher fanden 120 Speisetische unter der breiten Krone Platz. Die Geschichte der Linde ist so gut dokumentiert wie bei kaum einem anderen Baum in Deutschland. Heute finden bei der Linde regelmäßig Vorführungen des Adler- und Jagdfalkenhofs statt.

## Lage
Die Linde steht auf dem Areal vom Jagdschloss Augustusburg oberhalb der gleichnamigen Stadt auf dem Schellenberg, 516 Meter über Normalnull am Nordrand des Erzgebirges in Sachsen. Sie befindet sich in der Nordostecke auf einer Freifläche mit freiem Blick in das Tal. Das Umfeld der Linde besteht zum größten Teil ohne Einschränkungen aus Vegetationsfläche. Als Schutz vor Bodenverdichtung durch Besucher ist die Linde mit einem Geländer umgeben.

## Geschichte

Schlosslinde in Die Gartenlaube (1899)

Nach Johann Gottlieb Harnischs Chronik über Schellenberg-Augustusburg soll die Linde im Jahre 1421 unter Friedrich dem Streitbaren bei der 1210/30 errichteten Burganlage derer von Schellenberg als Setzling gepflanzt worden sein. In den Jahren 1528 und 1547 wurde die Burg durch Brand und Blitzschlag stark beschädigt. Herzog Georg der Bärtige hat im 16. Jahrhundert öfters unter der Linde gearbeitet und dort mehrere seiner Verordnungen geschrieben, die er mit dem Vermerk „Unter der großen Linde zu Augustusburg“ versah. Im Jahre 1549 wurden die mächtigen, beinahe horizontal abgehenden Äste zum ersten Mal gestützt und wie bei einer Tanzlinde geleitet. Der Stamm hatte damals bereits einen Umfang von 4,50 Metern (8 Ellen). Kurfürst August beauftragte im Jahre 1558 seinen Jägermeister Cornelius von Rüxleben, 80 Stämme Holz zur zweiten Unterstützung der großen Krone zu fällen. Der Kurfürst ließ von 1568 bis 1572 das heutige Jagdschloss Augustusburg erbauen, als die Linde bereits wegen ihrer Größe und Form bewundert wurde. Als das Schloss 1573 fertig war, zog Kurfürst August aus Dresden ein. Er erließ in den Jahren 1568 bis 1592 viele Verordnungen mit dem Vermerk „Gegeben unter der Linde“. Im Jahre 1577 befahl er eine dritte Stützung der Linde durch Hans Irmisch nach Plänen von Paul Büchner.

Stammansicht der Schlosslinde in Die Gartenlaube (1899)

Gegen 1600 befand sich die Linde auf dem Höhepunkt ihrer Wuchskraft. Unter den breit abgehenden Ästen standen 120 beschattete Speisetische. Eine vierte Stützung fand im Jahre 1644 statt. Der Stützrost bestand dabei aus 110 Eichenbalken, die von 68 Steinsäulen getragen wurden. Als sich der Stamm der Linde gespalten hatte, wurde er im Jahre 1669 mit einem kupfernen Deckel, der mehrere Ausgüsse hatte, zum Schutz vor eindringendem Regen und Schnee und zur Vermeidung von Fäulnis abgedeckt. Im Jahre 1671 betrug der Stammumfang 16 und der Umfang der Krone 224 Ellen. Durch Absterben der Äste von der Spitze aus reduzierte sich die Krone immer mehr. Im Jahre 1720 hatte die Krone nur noch einen Umfang von 198 Ellen. Mit der Zeit wurden immer mehr ältere Äste dürr. Im 18. und 19. Jahrhundert wurden die morschen Teile des hölzernen Unterstützungsrostes durch neues Holz ersetzt.
Ab dem Ende des 18. Jahrhunderts wurde die Linde häufig in der Literatur erwähnt. So berichtete die Akademie der Wissenschaften zu Göttingen im Jahre 1770 in den Göttingischen Gelehrten Anzeigen: „Eine hier stehende große Linde ist auch aus dem Tavernier bekannt, welche 1421. gepflanzt, und also viertelhalb hundert Jahre alt ist. Der Stamm ist in der Dicke 11. Ellen und in der Höhe von der Erde bis an die Aeste drei und eine viertel Elle, und die Aeste haben einen Umfang von 198 Ellen.“ Der Schriftsteller und Geograph Johann Ernst Fabri schrieb im Jahre 1791 in Geographie für alle Stände: „Außen am Schlosse ist eine sehr große Linde, deren Stamm 16 Ellen im Umfange hat; die Aeste liegen auf 224 Ellen in der Runde umher. Im J. 1664 wurden solche mit 110 Eichen unterzogen und mit mehr als 80 Säulen untergefaßt, so, daß unter dieser Linde züglich 120 Tische Platz finden können.“ Dankegott Immanuel Merkel und Karl August Engelhardt berichteten im Jahre 1804 in Erdbeschreibung von Kursachsen und den jetzt dazu gehörenden Ländern:

„In dem Schloßgarten steht eine ungeheure 1421 gepflanzte Linde. Sie ist nur etwas über 8 Fuß hoch, ihr Stamm hat aber 19 Fuß im Umfang, ihre Aeste breiteten sich sonst gegen 350 Fuß in die Runde und ruhten auf einem eichnen Roste, den 68 steinerne Pfeiler trugen. Freilich haben die Länge der Zeit und viele harte Winter dieser ehrwürdigen Linde manchen kräftigen Ast genommen, doch bedarf sie immer noch gegen 50 Säulen oder Träger, wird gut unterhalten und um den Stamm läuft ein Gesims von Quadratstücken, das mit lockrer Erde gefüllt ist.“

Linde um 1902

Im Jahre 1813 wurde es um die Linde unruhig. In den Napoleonischen Kriegen war Augustusburg ein Lazarett und hunderte Franzosen kamen aus Russland dorthin, von denen die meisten an Typhus starben. Johann Samuel Ersch, Professor und Bibliothekar in Halle (Saale) schrieb im Jahre 1821 in Allgemeine Encyclopädie der Wissenschaften und Künste in alphabetischer Folge von genannten Schriftstellern über die Linde: „Im Schloßgarten steht eine 1421 gepflanzte, 8 F. hohe und 19 F. starke Linde, deren Äste sonst gegen 350 F. sich ausbreiten und auf 68 Pfeilern ruhten, durch Zeit und Kälte so beschnitten sind, daß sie nur noch 50 solcher Säulen bedürfen.“ Ján Kollár, einer der bedeutendsten mitteleuropäischen Lyriker und Gelehrten des frühen 19. Jahrhunderts, schrieb im Jahre 1834: „So findet man in Sachsen (někdy slawský krag) eine sehr grosse Linde, welche über 400 Jahre alt ist, im Schlossgarten zu Augustusburg. Sie hat einen Umfang von 13 Ellen, jedoch nur eine Höhe von 4 Ellen. Ihre Aeste aber, gestützt auf 45 Säulen, verbreiten sich über einen Flächenraum von mehr denn 1000 Quadrat-Ellen.“ Eduard Pietzsch schrieb im Jahre 1837 in Saxonia: Museum für sächsische Vaterlandskunde über die Linde: „Berühmt ist auch die in dem Schloßgarten stehende große Linde, welche im J. 1421 gepflanzt, zwar keine beträchtliche Höhe erreichte, dafür sich aber desto weiter ausbreitete, so daß im J. 1671 ihr Stamm einen Umfang von 16 Ellen hatte und ihre Aeste sich über einen Raum von 224 Ellen ausdehnten. Zu ihrer Stütze diente ein auf 77 steinernen Pfeilern ruhenden Rost. Zeit und Unwetter haben ihr jedoch seitdem manchen riesigen Ast geraubt, und so hat sie jetzt nur noch 18 bis 20 Stützen nöthig.“ Albert Schiffner, ein deutscher Geograph, Schriftsteller und Lexikograph, schrieb im Jahre 1839 in Handbuch der Geographie: Statistik und Topographie des Königreiches Sachsen ausführlich:

„Wir bemerken endlich noch die Beischenflechte (Byssus Tolithus) unter der Brücke des Schloßgrabens, und die im letztern stehende uralte Linde. Diese soll zwar 1421 erst angepflanzt worden, – muß aber wohl älter seyn, da sie 1549, wo man ihren Aesten den ersten Rost unterzog, schon 2 ¾ Ellen Stamm-Durchmessers zeigte. Der vielfach gespaltene Stamm, seit 1669 durch einen kupfernen Deckel gegen das Wetter geschützt, hält jetzt an seiner schwächsten Stelle über 14 Ellen im Umfang; doch noch ausserordentlicher und an den Kastaneenbaum des Aetna erinnernd ist die Ausbreitung der Aeste, in dessen Schatten man einst an 120 Tischchen gesessen, und welche 1644 ihren heutigen Rost erhielten, der – 36 Ellen ins Quadrat messend – aus 110 eichenen Balken bestand und von 68 steinernen Säulen getragen wurde. Da aber die ältesten Aeste abgestorben sind, so fand der Vf. schon 1820 nur noch 28 steinerne und 17 hölzerne Säulen, und 1822 hat auch diese Zahl sich wieder vermindert.“

Linde um 1910

In den Aufzeichnungen des Schlesischen Forstvereins aus dem Jahre 1859 wird berichtet:

„Erwähnenswert ist auch noch die große Linde vor dem Schloss Augustusburg, deren Stamm 22 Fuß (6,50 m) Umfang hat und deren Äste von steineren und hölzernen Säulen getragen werden. Zur Zeit des Kurfürsten August, welcher das Schloss von 1568 bis 1572 erbauen ließ, wurden viele Verordnungen mit der Bemerkung unterzeichnet: ‚Gegeben unter der Linde‘. Sie soll zwar nach Schriften erst 1421 unter Friedrich dem Streitbaren gepflanzt worden sein, aber man weiß, dass ihr Stamm 1549, als man zuerst einen Rost für ihre Erhaltung anlegte, schon 8 Ellen (4,50 m) Umfang hielt. Sie könnte damals also eventuell schon mehr als 128 Jahre alt gewesen sein. Später spaltete sich der Stamm, weshalb man ihm 1669 zur Sicherung einen kupfernen Deckel gab. Die Kluft wird jedoch immer weiter, und jetzt hält der Stamm an seiner schwächsten Stelle 9 Fuß (2,80 m) Durchmesser. Den ungeheuer ausgebreiteten Ästen, in deren Schatten einst 120 Speisetische gestanden haben, gab man 1644 ihren heutigen Rost, dessen 110 eichene Balken ursprünglich 68 steinerne Säulen stützten, wovon jedoch wohl kaum die Hälfte mehr stehen, nachdem viele der ältesten Äste abgestorben sind.“

Im Jahre 1860 verringerte sich die Anzahl der Pfeiler auf 16, der Umfang der Krone ging auf 70 Ellen zurück. Am 22. Mai 1891 wurden bei einem Wirbelsturm die Säulen aus Ziegelsteinen zerstört, wobei auch einige Hauptäste der Linde abbrachen. Der Rost wurde nach dem Unwetter auf Antrag des Forstrentamtes zu Augustusburg, unter dessen Verwaltung die Linde inzwischen stand, durch das Landbauamt Chemnitz erneuert. Dabei wurden die Steinsäulen durch Holzstempel ersetzt. Die kupferne Haube über dem Stamm wurde ebenfalls durch eine neue aus dem gleichen Material ersetzt. Im Frühjahr 1897 wurden die emporgewachsenen Schösslinge an den Hauptästen zurückgeschnitten. Man befürchtete, dass der völlig hohle Stamm mit neun Zerklüftungen bei einem weiteren Unwetter komplett auseinandergerissen werden könnte.

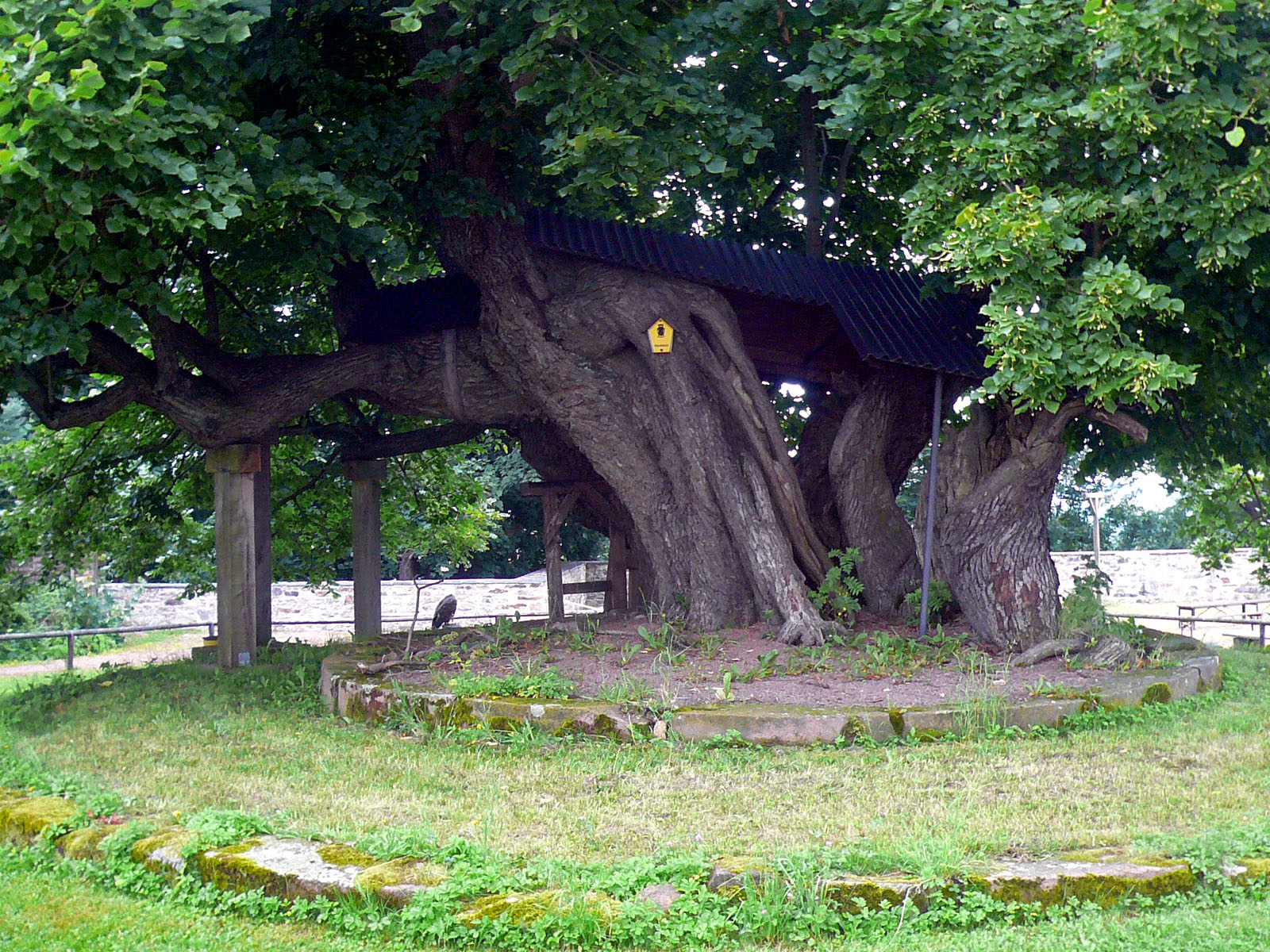
Stammansicht (2009)

Die Linde wurde durch den Rat des Kreises Flöha per Beschluss mit der Nummer 125/86 vom 17. Juli 1986 unter Schutz gestellt. Nach der Wiedervereinigung 1990 war der Beschluss von 1986 aus der Zeit der Deutschen Demokratischen Republik keine gültige Rechtsgrundlage mehr und galt lediglich im Rahmen der Überleitungsvorschriften weiter. Seit dem Jahr 1992 finden regelmäßig Vorführungen mit Greifvögeln des Sächsischen Adler- und Jagdfalkenhofs Schloss Augustusburg statt, wobei die Vögel auf vier kegelförmigen Podesten unter der Krone der Linde landen. Im Jahre 2005 gab es ein Rechtsangleichungsverfahren für alle Baumnaturdenkmäler im Altlandkreis Freiberg. Die Linde wurde daraufhin einer erneuten Prüfung der Schutzwürdigkeit, Schutzbedürftigkeit und Schutzfähigkeit unterzogen. Sie bestand diese Prüfung und wurde durch Verordnung vom 7. Dezember 2005 auf der Grundlage der naturschutzfachlichen Würdigung neu ausgewiesen. Im Auftrag der Unteren Naturschutzbehörde im Landratsamt Mittelsachsen wurden im Jahre 2006 unter den Starkästen Pfeiler angebracht. Zuletzt wurde im Dezember 2013 ein Kronenentlastungsschnitt durchgeführt und Totholz entfernt.

## Beschreibung

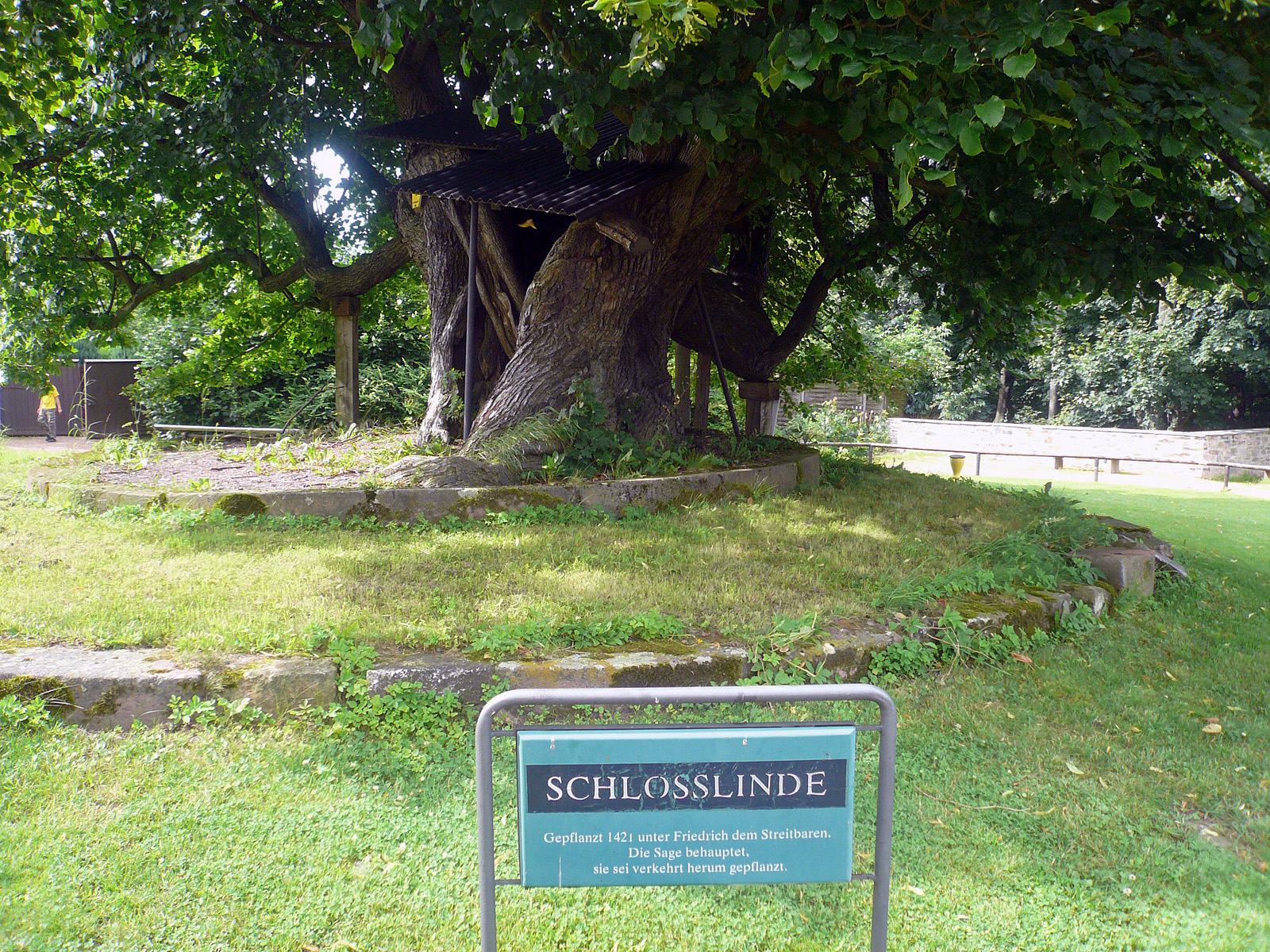
Stamm und Hinweistafel (2009)

Der Stamm der Linde ist mehrfach geborsten und besteht jetzt aus drei Teilen. Der Baum ist 14 Meter hoch und hat einen Kronendurchmesser von etwa 17 Metern. Einige der unteren Äste, die weit nach außen streben, sind auf Stein- oder Holzsäulen abgestützt, damit die Krone nicht zerbricht. Die drei Stammteile haben Umfänge von 4,10, 2,90 und 2,50 Metern. Die Äste der Linde wurden jahrhundertelang wie bei einer Tanzlinde geleitet und abgestützt. Nach dem mehrmaligen Rückschnitt der dürr gewordenen Äste wuchsen aus den Aststümpfen neue senkrecht empor, wodurch sich die Krone des fast 600-jährigen Baumes immer wieder verjüngte. Sie besteht aus teilweise 20 bis 30 Jahre alten Trieben. Die Linde hat eine sehr gute Vitalität mit einer dicht belaubten Krone, was auf die immer wieder reduzierte Kronenlast zurückzuführen ist.

### Baumart
Es handelt sich um eine Holländische Linde (Tillia × vulgaris, früher auch Tilia × europaea), einer Hybride zwischen der Sommerlinde (Tilia platyphyllos) und der Winterlinde (Tilia cordata). Die Linde wird in der Literatur mehrmals fälschlicherweise auch als Sommerlinde geführt. Bei der Unteren Naturschutzbehörde des ehemaligen Landkreises Freiberg, heute Landkreis Mittelsachsen, wird die Linde als Holländische Linde geführt. Im Jahre 2004 ordnete Sandy Richter die Linde in ihrer Diplomarbeit Entwicklung eines Entscheidungsmodells zur Ausweisung von Baum-Naturdenkmalen und Anwendung am Beispiel des Landkreises Freiberg als Holländische Linde zu. In einer naturschutzfachlichen Würdigung des Jahres 2005 wird sie ebenfalls als Holländische Linde geführt. Ein im Jahre 2006 durch das ehemalige Landratsamt Freiberg in Auftrag gegebenes Gutachten eines öffentlich bestellten und vereidigten Sachverständigen bescheinigte ebenfalls, dass es sich um eine Holländische Linde handelt.

### Stammumfang

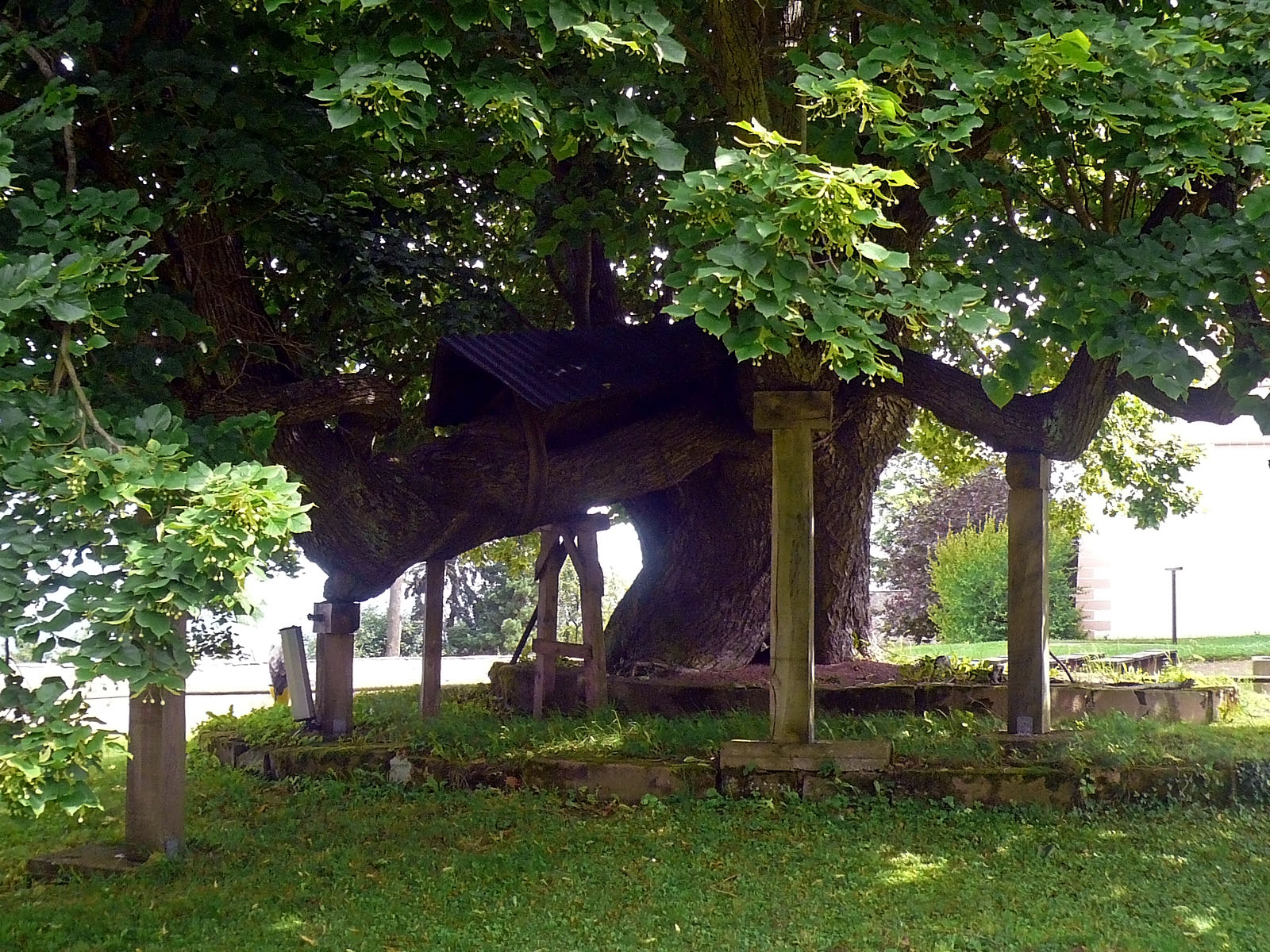
Stammansicht (2009)

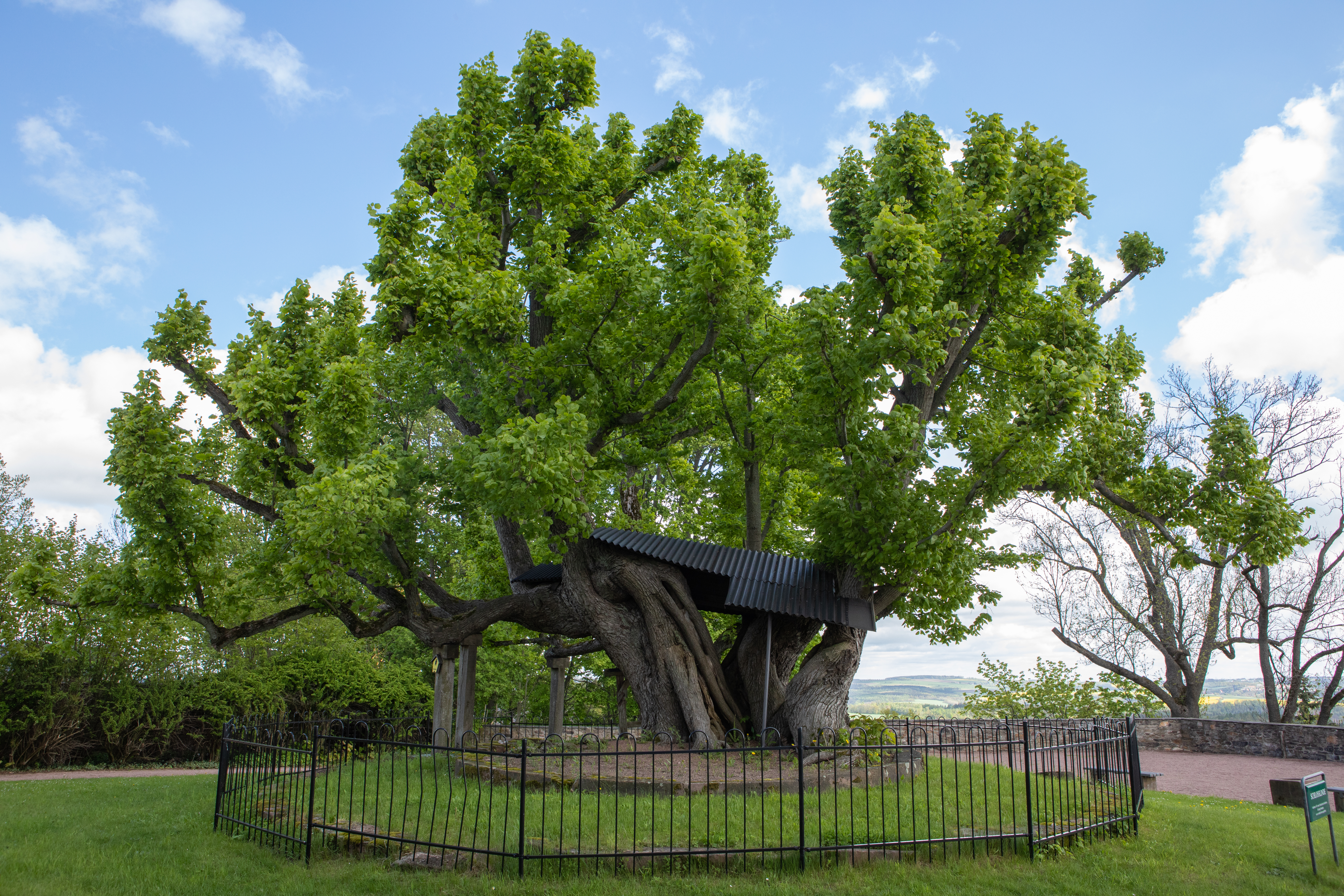
Zustand 2021

Der Umfang der Linde wurde in den letzten Jahrhunderten mehrmals gemessen. Die älteste Angabe stammt aus dem Jahre 1549, als die Linde, wenn das genannte Pflanzjahr stimmt, 128 Jahre alt war. Der Stamm hatte damals einen Durchmesser von 2¾ Ellen. Im Jahre 1671 hatte er einen Umfang von 16 Ellen. Im Jahre 1804 gaben Dankegott Immanuel Merkel und Karl August Engelhardt in Erdbeschreibung von Kursachsen und den jetzt dazu gehörenden Ländern einen Stammumfang von 19 Fuß an. Ján Kollár nannte im Jahre 1834 einen Umfang von 13 Ellen, in Sachsens Kirchen-Galerie des Jahres 1837 ist hingegen ein Stammumfang von 11 Ellen angegeben. In den Aufzeichnungen des Schlesischen Forstvereins von 1859 wird ein Umfang von 22 Fuß (6,50 Meter) genannt. Im Jahre 1899 wurde in Die Gartenlaube in halber Höhe, der schwächsten Stelle des Stammes, ein Umfang von neun Metern angegeben. In Naturdenkmale. Bäume, Felsen, Wasserfälle aus dem Jahre 1988 wurde ein Umfang von etwa acht Metern genannt. Das Deutsche Baumarchiv ermittelte im Jahr 2001 an der Stelle des geringsten Durchmessers (Taille) einen Umfang von 7,56 und im Jahr 1990 in einem Meter Höhe von 7,50 Metern. Im Jahre 2005 wurde in einer Würdigung der Schlosslinde ein Umfang von 7,85 Meter genannt. Michel Brunner, Fotograf, Buchautor und Gründer von pro arbore, einer Inventarisierung von alten und kuriosen Bäumen der Schweiz, gab 2007 in Bedeutende Linden einen Umfang von 7,90 Metern an.

### Alter
Die Linde zählt zu den wenigen Altbäumen, deren Pflanzjahr belegt ist. Demnach wurde die Linde 1421 gepflanzt und hat gegenwärtig (2021) ein Alter von 600 Jahren. Aber dieses Alter ist in der Literatur nicht unumstritten. Überliefert ist, dass die Linde im Jahre 1549 einen Stammumfang von 8 Ellen, umgerechnet 4,50 Metern, hatte. Zu diesem Zeitpunkt hätte die Linde ein Alter von 128 Jahren gehabt, was bei einem Umfang von 4,5 Metern eher zu kurz gewesen wäre. Die Linde könnte also durchaus noch früher als 1421 gepflanzt worden sein.

## Sage
Nach einer Sage soll die Linde verkehrt herum gepflanzt worden sein. Einen Angeklagten, der des Mordes beschuldigt war, sprach der Richter schuldig. Er beteuerte aber trotz Folter immer wieder seine Unschuld. In seiner Not riss er ein Lindenbäumchen aus, pflanzte es verkehrt herum wieder in den Boden und sprach: „So wahr aus den Ästen Wurzeln und aus den Wurzeln Blätter sprießen, so wahr bin ich unschuldig.“ Eine festgesetzte Zeit verstrich, ohne dass die Linde anwuchs. Es wurde schließlich der Tag der Hinrichtung festgelegt und der Angeklagte auf den Galgenberg geführt, wo er seinem Ende entgegensah. Nachdem ihm die Schlinge um den Hals gelegt worden war, preschte ein Reiter heran und rief: „Sie grünt, sie grünt!“ Es hatten sich erste Blätter an den in die Luft ragenden Wurzeln gebildet. Daraufhin wurden dem Angeklagten das Leben und die Freiheit geschenkt.